# Isotemnus
Isotemnus — вимерлий рід ноугулятних, що належить до родини Isotemnidae. Він жив з пізнього палеоцену до середнього еоцену Аргентини.

## Опис
Цей рід був меншим за Thomashuxleya та Periphragnis і не перевищував 50 кілограмів ваги. Його статура була порівнянна з сучасним пекарі, з відносно масивним тілом і сильними й міцними ногами. Порівняно з іншими еоценовими нотоунгулятами, такими як базальні Notohippidae і Notostylopidae, Isotemnus мав плечову кістку, дистальна частина якої мала високий медіальний трохлеарний гребінь, тоді як двоголова радіальна горбистість майже не існувала. Декілька відмінних анатомічних характеристик ніг Isotemnus можуть бути наслідком його меншого розміру; Periphragnis і Thomashuxleya, хоч і дуже схожі, мали різні характеристики.

## Класифікація
Isotemnus — однойменний рід родини Isotemnidae, можливо, парафілетичної групи нотоунгулятів, що включає найбільш базальні форми токсодонтів. Isotemnus був одним із найбільш архаїчних і базальних серед членів родини. Типовим видом є Isotemnus primitivus, вперше описаний у 1897 році Флорентіно Амегіно на основі викопних останків, знайдених на територіях раннього еоцену аргентинської Патагонії. Інші види пізніше були віднесені до роду, такі як I. ctalego (ранній еоцен), I. haugi (ранній еоцен, спочатку описаний як Leifunia haugi), I. latidens (середній еоцен). Фрагментарні останки, приписувані Isotemnus, були виявлені в утвореннях пізнього палеоцену в Аргентині.